# Hanesbrands
Hanesbrands Inc. is een Amerikaans bedrijf dat verschillende kledingmerken bundelt, zoals Hanes, Champion, Playtex, Wonderbra Nurdie (kousen, panty's) en Maidenform. Het bedrijf werd in 2006 afgestoten door de Sara Lee Corporation.
Het bedrijf heeft zijn hoofdzetel in Winston-Salem (North Carolina) en stelt wereldwijd zo'n 65.000 mensen te werk. Het bedrijf beschikte in 2016 over 52 productiefaciliteiten; de grootste bevinden zich in San Juan Opico (El Salvador), Nanjing (Volksrepubliek China) en Bonao (Dominicaanse Republiek).